# 파노라마 익스프레스

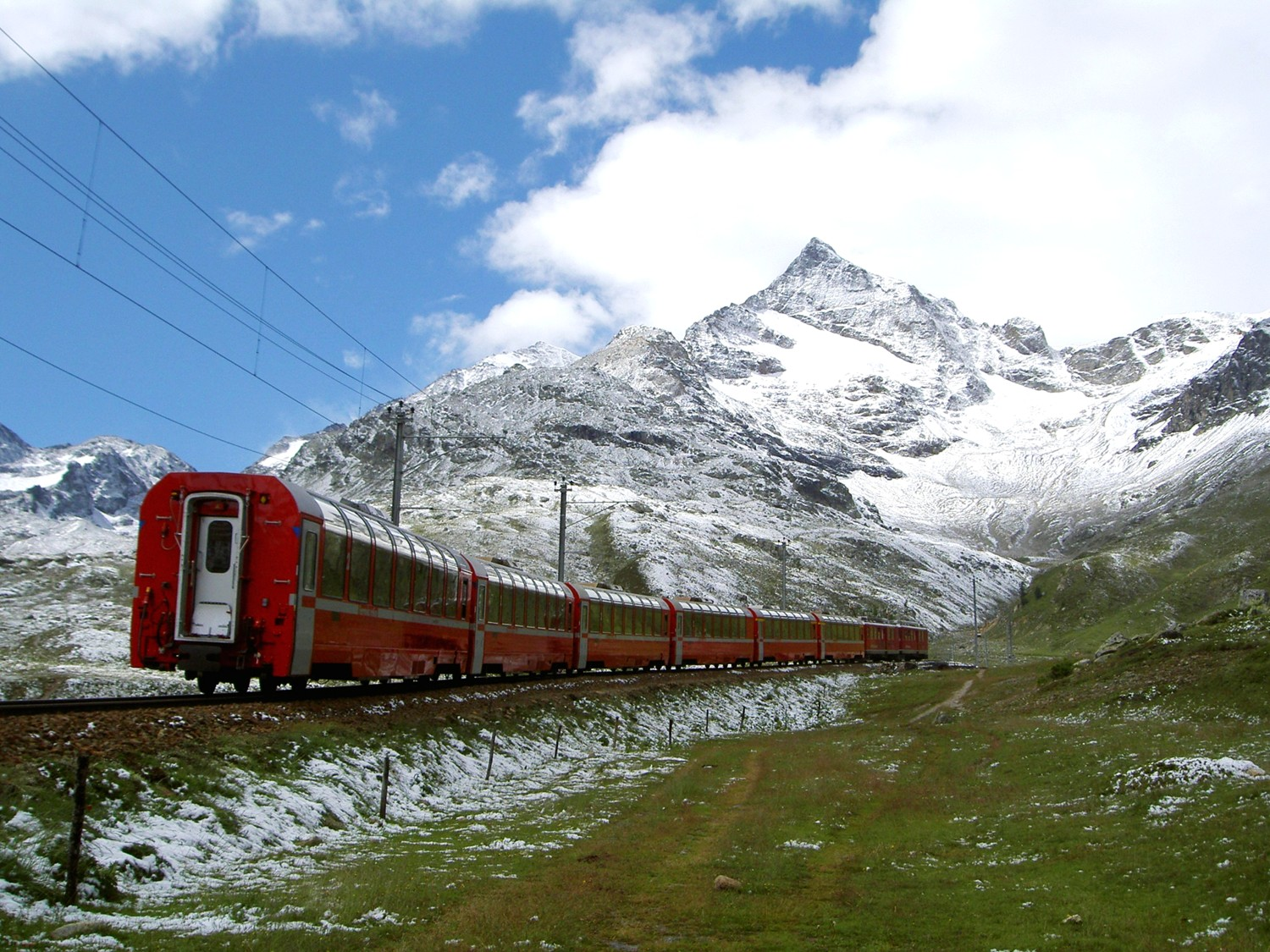
베르니나 익스프레스는 파노라마 익스프레스로 분류된다

파노라마 익스프레스(Panorama Express, 약칭 PE)는 스위스에서 장거리 열차의 특별한 범주이다. 2019년 12월 시간표 변경과 함께 도입되었으며, 일반적으로 관광 중심 서비스를 나타내는 데 사용된다. 이러한 열차의 예로는 베르니나 익스프레스, 빙하특급 및 포어알펜 익스프레스가 있다. 파노라마 익스프레스의 특성에는 일등석 및 이등석 좌석, 에어컨이 장착된 코치 및 제한된 수의 중간 정류장이 포함될 수 있다. 사전 예약은 종종 필요하지만, 반드시 필수는 아니다.